# Верьер (Аверон)
Верье́р (фр. Verrières, окс. Verièiras) — коммуна во Франции, находится в регионе Окситания. Департамент — Аверон. Входит в состав кантона Сен-Бозели. Округ коммуны — Мийо.
Код INSEE коммуны — 12291.
Коммуна расположена приблизительно в 520 км к югу от Парижа, в 150 км северо-восточнее Тулузы, в 45 км к юго-востоку от Родеза.

## Население
Население коммуны на 2008 год составляло 393 человека.
| 1962 | 1968 | 1975 | 1982 | 1990 | 1999 | 2008 |
| ---- | ---- | ---- | ---- | ---- | ---- | ---- |
| 337  | 368  | 338  | 351  | 334  | 342  | 393  |

## Экономика
В 2007 году среди 216 человек в трудоспособном возрасте (15—64 лет) 164 были экономически активными, 52 — неактивными (показатель активности — 75,9 %, в 1999 году было 71,1 %). Из 164 активных работали 158 человек (84 мужчины и 74 женщины), безработных было 6 (3 мужчин и 3 женщины). Среди 52 неактивных 18 человек были учениками или студентами, 17 — пенсионерами, 17 были неактивными по другим причинам.

## Фотогалерея
- Въезд в Бекур
- Виадук
- Карта коммуны